# Adolfo Ángel Alba
Pour les articles homonymes, voir Alba.
Adolfo Angel Alba né le 1er septembre 1963 est le leader, compositeur, directeur musical et arrangeur du groupe mexicain romantique los Temerarios formé avec son frère Gustavo Angel (en) et son cousin Fernando Angel. C'est une personne reconnue comme perfectionniste sur le plan musical et dotée d'une forte personnalité qui captive très profondément ses fans. Il développe la fureur lorsqu'il interprète une chanson intitulée Quiero comerte a besos (« Je veux te manger en t'embrassant »).